# Xylophanes tersa
Xylophanes tersa är en fjärilsart som beskrevs av Carl von Linné 1771. Xylophanes tersa ingår i släktet Xylophanes och familjen svärmare. Inga underarter finns listade i Catalogue of Life.

## Bildgalleri

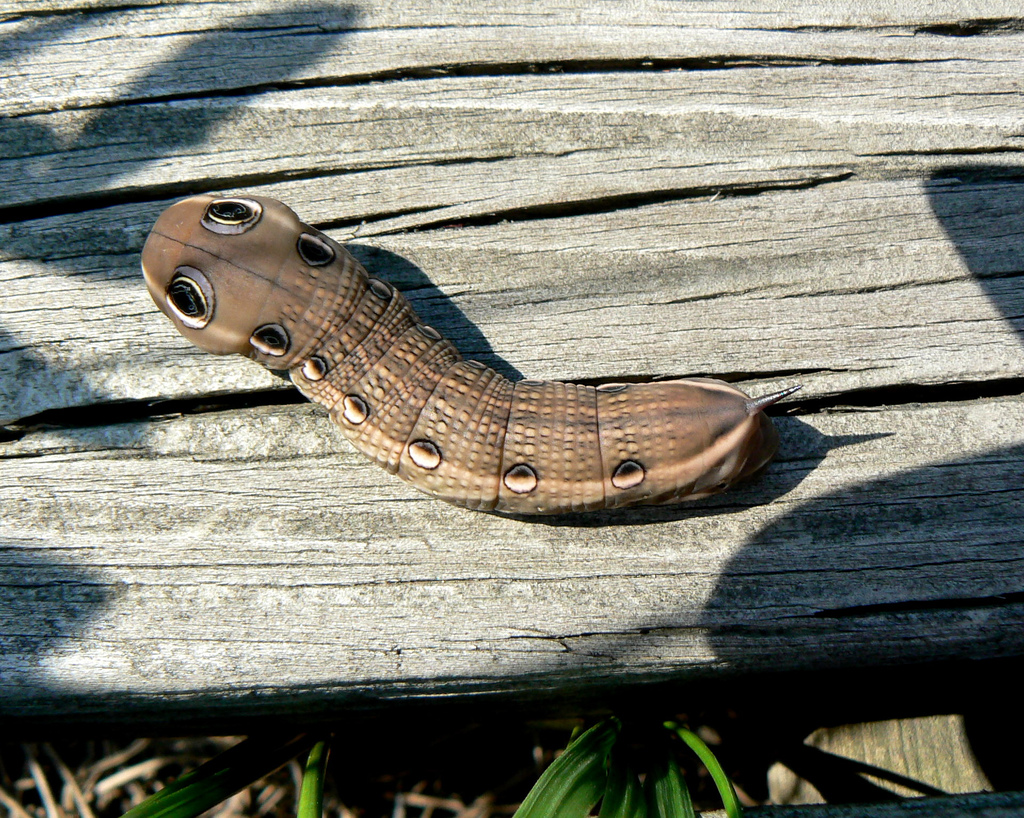
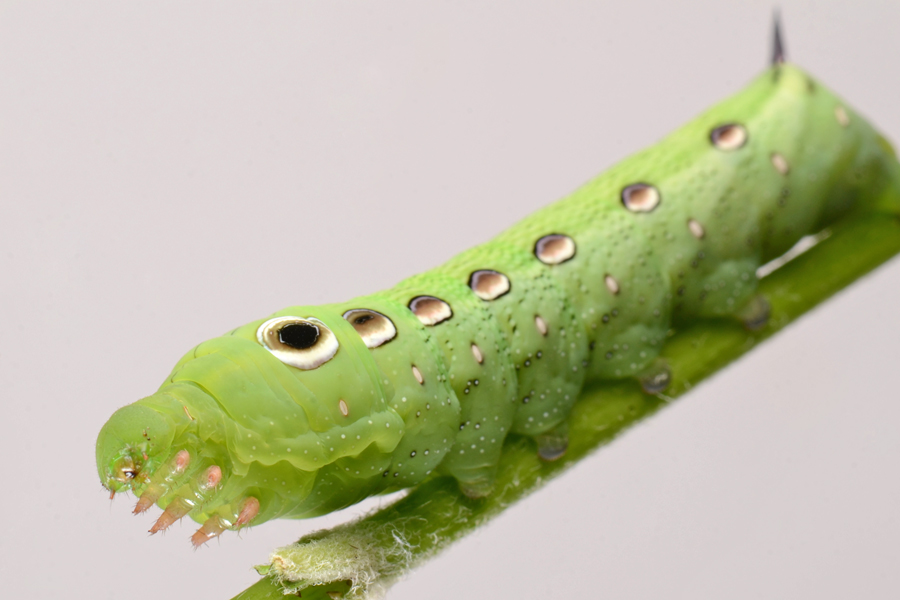